# Liste der portugiesischen Botschafter in Japan
Die Liste der portugiesischen Botschafter in Japan listet die Botschafter der Republik Portugal in Japan auf. Die beiden Staaten unterhalten seit 1860 direkte diplomatische Beziehungen, die auf ihre ersten intensiven Beziehungen seit der Ankunft der Portugiesen als erste Europäer in Japan im Jahr 1543 zurückgehen.
Zunächst blieb der portugiesische Vertreter in China für Japan zuständig. 1903 eröffnete Portugal eine ständige Vertretung (Legation) in der japanischen Hauptstadt Tokio, die 1959 zur Botschaft erhoben wurde.
Neben der Botschaft in Tokio bestehen portugiesische Honorarkonsulate in Kōbe, Kyōto, Nagasaki, Osaka, Tokushima und Nagoya.

## Missionschefs
| Name                                           | Bild  | Amtszeit                            | Anmerkungen |
| Japan                                          | Japan | Japan                               | Japan |
| ---------------------------------------------- | ----- | ----------------------------------- | --- |
| Isidoro Francisco Guimarães                    |       | Juli 1860–?                         | Botschafter, am 19. Juli 1860 akkreditiert                                                                               |
| Ercole Orfini                                  |       | 1896–1897                           | Italienischer Botschafter in Japan, portugiesischer Interessensvertreter in Japan                                        |
| Eduardo Augusto Rodrigues Galhardo             |       | 12. Mai 1897 –21. April 1900        | Ministro Plenipotenciário, am 14. Juli 1897 akkreditiert                                                                 |
| José Batalha de Freitas                        |       | 22. April 1900 –14. Dezember 1901   | Übergangs-Geschäftsträger                                                                                                |
| José Maria Horta e Costa                       |       | 13. August 1900 –10. Oktober 1902   | Ministro Plenipotenciário ohne Amtssitz Tokio, verließ am 18. März 1902 seinen Posten                                    |
| José Batalha de Freitas                        |       | 14. August 1903 –29. August 1906    | Ministro Plenipotenciário mit Amtssitz Tokio, am 29. Dezember 1903 akkreditiert, verließ am 14. April 1906 seinen Posten |
| Barão de Sendal                                |       | 22. August 1907 –4. Oktober 1910    | Ministro Plenipotenciário, am 9. September 1907 akkreditiert                                                             |
| Henrique O'Conner Martins                      |       | 5. Oktober 1910 –23. August 1911    | Geschäftsträger |
| José Batalha de Freitas                        |       | 31. Dezember 1912–                  | Ministro Plenipotenciário ohne Amtssitz Tokio                                                                            |
| José Jorge Rodrigues dos Santos                |       | 10. September 1913 –26. Juni 1914   | Geschäftsträger am Amtssitz Tokio                                                                                        |
| César de Sousa Mendes                          |       | 26. Juni 1914–                      | Geschäftsträger (Erster Weltkrieg)                                                                                       |
| Fernão Amaral Bôto Machado                     |       | 5. Dezember 1919 –26. Oktober 1921  | Ministro Plenipotenciário, am 1. Januar 1920 akkreditiert                                                                |
| Júlio de Sousa Brandão Paes                    |       | 3. Juli 1923 –2. April 1925         | Geschäftsträger |
| José da Costa Carneiro                         |       | 3. April 1925 –22. April 1929       | Ministro Plenipotenciário                                                                                                |
| Antero Carreiro de Freitas                     |       | 23. April 1929 –17. August 1930     | Geschäftsträger |
| Justino Montalvão Machado                      |       | 18. August 1930 –6. September 1933  | Ministro Plenipotenciário                                                                                                |
| Valdemar da Fonseca Araújo                     |       | 7. September 1933 –25. Juni 1934    | Geschäftsträger |
| Thomaz Ribeiro de Melo                         |       | 26. Juni 1934 –19. Februar 1937     | Ministro Plenipotenciário                                                                                                |
| Antero Carreiro de Freitas                     |       | 19. Februar 1937 –1. August 1938    | Übergangs-Geschäftsträger                                                                                                |
| Joaquim Pedroso                                |       | 1. August 1938 –15. September 1938  | Ministro Plenipotenciário                                                                                                |
| Antero Carreiro de Freitas                     |       | 15. September 1938 –6. März 1940    | Geschäftsträger |
| Luiz Esteves Fernandes                         |       | 7. März 1940 –15. Februar 1946      | Ministro Plenipotenciário, am 30. März 1940 akkreditiert                                                                 |
| Alberto Marciano Gorjão Franco Nogueira        |       | 15. Februar 1946 –21. Mai 1950      | Delegierter |
| Albano Pires Fernandes Nogueira                |       | 22. Mai 1950 –11. Mai 1952          | Delegierter |
| Virgílio Armando Martins                       |       | 11. Mai 1952 –20. September 1954    | Geschäftsträger |
| Albertino dos Santos Matias                    |       | 20. September 1954 –23. Juni 1956   | Geschäftsträger |
| Emílio Patrício                                |       | 23. Juni 1956 –9. Juli 1959         | Ministro Plenipotenciário, am 4. Juli 1956 akkreditiert                                                                  |
| Emílio Patrício                                |       | 9. Juli 1959 –5. Oktober 1959       | Botschafter, am 9. Juli 1959 akkreditiert, Legation zur Botschaft erhoben                                                |
| Inácio José D'Araújo Rebello de Andrade        |       | 5. Oktober 1959 –3. Oktober 1960    | Geschäftsträger |
| Eduardo Alberto Bacelar Machado                |       | 4. Oktober 1960 –22. Oktober 1963   | Botschafter, am 14. Oktober 1960 akkreditiert                                                                            |
| Fernando Pinto dos Santos                      |       | 22. Oktober 1963 –6. Juni 1964      | Geschäftsträger |
| Virgílio Armando Martins                       |       | 7. Juni 1964 –4. November 1971      | Botschafter, am 3. Juli 1964 akkreditiert                                                                                |
| Manuel Rodrigues de Almeida Coutinho           |       | 4. Februar 1972 –20. Januar 1975    | Botschafter, am 18. Februar 1972 akkreditiert                                                                            |
| Fernando Henriques Matos da Costa Figueirinhas |       | 20. Januar 1975 –7. September 1975  | Geschäftsträger |
| António Guilherme Lopes de Oliveira Cascais    |       | 8. September 1975 –31. Mai 1976     | Geschäftsträger |
| António Manuel Syder Santiago                  |       | 31. Mai 1976 –1. März 1977          | Übergangs-Geschäftsträger                                                                                                |
| Pedro Martim da Cunha Veiga Madeira de Andrade |       | 1. März 1977 –13. August 1981       | Botschafter |
| Francisco Baltasar Moita                       |       | 20. August 1981 –9. Oktober 1987    | Botschafter, am 18. September 1981 akkreditiert                                                                          |
| José Eduardo de Melo Gouveia                   |       | 9. Juni 1988 –31. Januar 1993       | Botschafter, am 21. Juni 1988 akkreditiert                                                                               |
| Maria Raquel Lopes Bethencourt Ferreira        |       | Juni 1993 –29. September 1993       | Botschafterin, am 6. Juni 1993 akkreditiert                                                                              |
| João Manuel Guerra Salgueiro                   |       | Oktober 1993 –23. Dezember 1995     | Botschafter, am 8. Oktober 1993 akkreditiert                                                                             |
| Luís João de Sousa Lorvão                      |       | 23. Dezember 1995 –2. Juni 1996     | Übergangs-Geschäftsträger                                                                                                |
| Rui Manuel Pereira Goulart de Ávila            |       | 2. Juni 1996 –9. Februar 1999       | Botschafter, am 25. Juni 1996 akkreditiert                                                                               |
| Manuel Gervásio de Almeida Leite               |       | 1999 –7. August 2005                | Botschafter, am 6. Mai 1999 akkreditiert                                                                                 |
| João Pedro Leone Zanatti                       |       | 16. November 2005 –13. Februar 2011 | Botschafter |
| José Joaquim Esteves dos Santos Freitas Ferraz |       | 19. Februar 2011 –28. Oktober 2014  | Botschafter, am 25. Mai 2011 akkreditiert                                                                                |
| Francisco Manuel da Fonseca Xavier Esteves     |       | seit dem 9. Dezember 2014           | Botschafter, am 15. Januar 2015 akkreditiert                                                                             |